# Temporada 1982-83 de los Philadelphia 76ers
La temporada 1982-83 fue la trigésimo cuarta de los Philadelphia 76ers en la NBA, y la vigésima en Filadelfia, Pensilvania, tras haber jugado hasta entonces en Syracuse bajo el nombre de Syracuse Nationals. La temporada regular acabó con 65 victorias y 17 derrotas, ocupando el primer puesto de la conferencia Este, clasificándose para los playoffs, en los que alcanzaron las Finales, en las que derrotaron a Los Angeles Lakers, en una revancha de la final del año anterior.
Fue elegido en 1996 uno de los 10 mejores equipos de la historia de la NBA.

## Elecciones en elDraft
| Ronda | Puesto | Jugador       | Posición  | Nacionalidad   | Universidad |
| ----- | ------ | ------------- | --------- | -------------- | ----------- |
| 1     | 22     | Mark McNamara | Pívot     | Estados Unidos | California  |
| 2     | 36     | J.J. Anderson | Alero     | Estados Unidos | Bradley     |
| 2     | 45     | Russ Schoene  | Ala-Pívot | Estados Unidos | Chattanooga |

## Temporada regular
| División Atlántico   | División Atlántico | División Atlántico | División Atlántico | División Atlántico | División Atlántico | División Atlántico | División Atlántico | División Atlántico |
| Equipo               | G                  | P                  | %                  | PD                 | Casa               | Fuera              | Div                |                    |
| -------------------- | ------------------ | ------------------ | ------------------ | ------------------ | ------------------ | ------------------ | ------------------ | ------------------ |
| y-Philadelphia 76ers | 65                 | 17                 | .793               | –                  | 35–6               | 30–11              | 15–9               |                    |
| x-Boston Celtics     | 56                 | 26                 | .683               | 9                  | 33–8               | 23–18              | 14–10              |                    |
| x-New Jersey Nets    | 49                 | 33                 | .598               | 16                 | 30–11              | 19–22              | 11–13              |                    |
| x-New York Knicks    | 44                 | 38                 | .537               | 21                 | 26–15              | 18–23              | 10–14              |                    |
| Washington Bullets   | 42                 | 40                 | .512               | 23                 | 27–14              | 15–26              | 10–14              |                    |

## Playoffs

### Semifinales de Conferencia
Philadelphia 76ers vs. New York Knicks 
| Fecha       | Partido                                     | Ciudad     |
| ----------- | ------------------------------------------- | ---------- |
| 24 de abril | Philadelphia 76ers 112, New York Knicks 102 | Filadelfia |
| 27 de abril | Philadelphia 76ers 98, New York Knicks 91   | Filadelfia |
| 30 de abril | New York Knicks 105, Philadelphia 76ers 107 | Nueva York |
| 1 de mayo   | New York Knicks 102, Philadelphia 76ers 105 | Nueva York |
|             | Philadelphia 76ers gana las series 4-0      |            |

### Finales de Conferencia
Philadelphia 76ers vs. Milwaukee Bucks 
| Fecha      | Partido                                     | Ciudad     |
| ---------- | ------------------------------------------- | ---------- |
| 8 de mayo  | Philadelphia 76ers 111, Milwaukee Bucks 109 | Filadelfia |
| 11 de mayo | Philadelphia 76ers 87, Milwaukee Bucks 81   | Filadelfia |
| 14 de mayo | Milwaukee Bucks 96, Philadelphia 76ers 104  | Milwaukee  |
| 15 de mayo | Milwaukee Bucks 100, Philadelphia 76ers 94  | Milwaukee  |
| 18 de mayo | Philadelphia 76ers 115, Milwaukee Bucks 103 | Filadelfia |
|            | Philadelphia 76ers gana las series 4-1      |            |

### Finales de la NBA
Philadelphia 76ers vs. Los Angeles Lakers
| Fecha      | Partido                                        | Ciudad      |
| ---------- | ---------------------------------------------- | ----------- |
| 22 de mayo | Philadelphia 76ers 113, Los Angeles Lakers 107 | Filadelfia  |
| 26 de mayo | Philadelphia 76ers 110, Los Angeles Lakers 94  | Filadelfia  |
| 29 de mayo | Los Angeles Lakers 94, Philadelphia 76ers 111  | Los Ángeles |
| 31 de mayo | Los Angeles Lakers 108, Philadelphia 76ers 115 | Los Ángeles |
| 6 de junio | Philadelphia 76ers 135, Los Angeles Lakers 102 | Filadelfia  |
|            | Philadelphia 76ers gana las series 4-0         |             |

## Estadísticas
| Rk | Jugador          | Edad | P  | PT | MP   | TC  | TCI  | %TC  | T3  | T3I | %T3  | TL  | TLI  | %TL  | RO  | RD  | RT   | AS  | RB  | TAP | BP  | FP  | PTS  |
| -- | ---------------- | ---- | -- | -- | ---- | --- | ---- | ---- | --- | --- | ---- | --- | ---- | ---- | --- | --- | ---- | --- | --- | --- | --- | --- | ---- |
| 1  | Moses Malone     | 27   | 78 | 78 | 37.5 | 8.4 | 16.7 | .501 | 0.0 | 0.0 | .000 | 7.7 | 10.1 | .761 | 5.7 | 9.6 | 15.3 | 1.3 | 1.1 | 2.0 | 3.4 | 2.6 | 24.5 |
| 2  | Julius Erving    | 32   | 72 | 72 | 33.6 | 8.4 | 16.3 | .517 | 0.0 | 0.1 | .286 | 4.6 | 6.0  | .759 | 2.4 | 4.4 | 6.8  | 3.7 | 1.6 | 1.8 | 2.7 | 2.8 | 21.4 |
| 3  | Maurice Cheeks   | 26   | 79 | 79 | 31.2 | 5.1 | 9.4  | .542 | 0.0 | 0.1 | .167 | 2.3 | 3.0  | .754 | 0.7 | 2.0 | 2.6  | 6.9 | 2.3 | 0.4 | 2.3 | 2.3 | 12.5 |
| 4  | Andrew Toney     | 25   | 81 | 81 | 30.5 | 7.7 | 15.4 | .501 | 0.3 | 0.9 | .289 | 4.0 | 5.1  | .788 | 0.5 | 2.3 | 2.8  | 4.5 | 1.0 | 0.2 | 3.3 | 3.1 | 19.7 |
| 5  | Bobby Jones      | 31   | 74 | 0  | 23.6 | 3.4 | 6.2  | .543 | 0.0 | 0.0 | .000 | 2.2 | 2.8  | .793 | 1.4 | 3.3 | 4.6  | 1.9 | 1.1 | 1.2 | 1.5 | 2.7 | 9.0  |
| 6  | Clint Richardson | 26   | 77 | 1  | 22.8 | 3.4 | 7.3  | .463 | 0.0 | 0.1 | .000 | 0.9 | 1.4  | .640 | 1.3 | 1.9 | 3.2  | 2.2 | 0.9 | 0.2 | 1.3 | 2.1 | 7.6  |
| 7  | Clemon Johnson   | 26   | 32 | 4  | 21.8 | 2.8 | 5.7  | .500 | 0.0 | 0.0 |      | 1.1 | 1.8  | .586 | 2.3 | 4.1 | 6.4  | 0.8 | 0.5 | 0.9 | 1.1 | 2.6 | 6.8  |
| 8  | Marc Iavaroni    | 26   | 80 | 77 | 20.2 | 2.0 | 4.4  | .462 | 0.0 | 0.0 | .000 | 1.0 | 1.4  | .690 | 1.5 | 2.7 | 4.1  | 1.0 | 0.4 | 0.6 | 1.7 | 3.0 | 5.1  |
| 9  | Reggie Johnson   | 25   | 29 | 8  | 18.9 | 2.4 | 5.3  | .448 | 0.0 | 0.0 |      | 0.8 | 1.0  | .733 | 1.1 | 2.0 | 3.1  | 0.8 | 0.3 | 0.6 | 1.2 | 2.8 | 5.5  |
| 10 | Franklin Edwards | 23   | 81 | 3  | 15.6 | 2.8 | 6.0  | .472 | 0.0 | 0.1 | .000 | 1.1 | 1.4  | .761 | 0.3 | 0.8 | 1.0  | 2.7 | 1.0 | 0.1 | 1.4 | 1.5 | 6.7  |
| 11 | Russ Schoene     | 22   | 46 | 2  | 15.3 | 2.3 | 4.5  | .512 | 0.0 | 0.0 | .000 | 0.5 | 0.6  | .750 | 1.1 | 2.2 | 3.3  | 0.7 | 0.3 | 0.2 | 1.0 | 2.6 | 5.1  |
| 12 | Earl Cureton     | 25   | 73 | 3  | 13.5 | 1.5 | 3.5  | .419 | 0.0 | 0.0 |      | 0.5 | 0.9  | .493 | 1.2 | 2.5 | 3.7  | 0.6 | 0.5 | 0.3 | 1.0 | 2.0 | 3.4  |
| 13 | Mark McNamara    | 23   | 36 | 2  | 5.1  | 0.8 | 1.8  | .453 | 0.0 | 0.0 |      | 0.6 | 1.3  | .444 | 0.9 | 1.2 | 2.1  | 0.2 | 0.1 | 0.1 | 1.0 | 1.2 | 2.2  |
| 14 | J.J. Anderson    | 22   | 13 | 0  | 3.7  | 0.6 | 1.7  | .364 | 0.0 | 0.1 | .000 | 0.1 | 0.2  | .333 | 0.3 | 0.6 | 0.9  | 0.1 | 0.1 | 0.0 | 0.4 | 0.5 | 1.3  |

## Galardones y récords
| Jugador        | Galardón |
| Moses Malone   | MVP de la NBA MVP de las Finales de la NBA Mejor quinteto de la NBA Mejor quinteto defensivo de la NBA All-Star |
| Julius Erving  | Mejor quinteto de la NBA All-Star                                                                               |
| Bobby Jones    | Mejor Sexto Hombre de la NBA Mejor quinteto defensivo de la NBA                                                 |
| Maurice Cheeks | Mejor quinteto defensivo de la NBA All-Star                                                                     |
| Andrew Toney   | All-Star |